# Stadtreport
Stadtreport war eine österreichische Reportage-Sendung, welche zuletzt von POPUP MEDIA TV & Film Produktion GmbH produziert und am Privatsender Puls 4 ausgestrahlt wurde. Der Sender startete das Magazin am 29. Jänner 2008 zunächst als tägliches Magazin, später wurde nur mehr wöchentlich ausgestrahlt. Berichtet wurde über Pressekonferenzen, Eventankündigungen, Reportagen und monatlich wechselnde Themenschwerpunkte. Die Sendung strahlte nur das Geschehen von in und um Wien aus. Moderiert wurde die Sendung von Bianca Schwarzjirg und Fabian Kissler.

## Rubriken
Die Sendung wird in Rubriken eingeteilt. Nachfolgend eine Liste mit den wichtigsten davon.

### Die Gastronauten
Bei Die Gastronauten testet Puls-4-Gastrokritiker Fabian Holzer („Der Gastronaut“) verschiedene Restaurants, Gasthäuser, Cafés und Bars. Jede Woche wird dabei entweder ein neues Lokal vorgestellt, oder ähnliche Betriebe miteinander verglichen. Weiters stellt Holzer Geheimtipps vor, die es wert wären, von den Zuschauern besucht zu werden. Bei Die Gastronauten geht es weniger um trockene Gastrokritik, sondern vielmehr um das Vermitteln der Lebensfreude rund um das Thema Essen. Da sich das Team der Gastronauten im Gegensatz zu ähnlichen Formaten absichtlich nicht übertrieben ernst nimmt, spielt der Humor bei Die Gastronauten eine größere Rolle. Seit Jahren wird so zum Beispiel als Running Gang ausgeschlachtet, wie Fabian Holzer sich immer wieder bekleckert, bespritzt oder auf irgendeine andere Art gegen die Etikette verstößt.
Neben Restaurantkritiken stehen auch Events und Seminare rund um alle Bereiche der Kulinarik im Mittelpunkt, so werden Seminare (z. B. zum Thema Käse, Wein usw.) besucht oder Weinwanderungen abgehalten. Spielerisch wird versucht den Zuschauern Wissenswertes und Amüsantes zum Thema Essen näherzubringen. Nach dem Start der Reihe im August 2008 waren die Intervalle der einzelnen Beiträge zunächst unregelmäßig. Mittlerweile sind Die Gastronauten ein wöchentliches Format.

### Donauinselfest
Das Donauinselfest auf der Donauinsel in Wien ist ein Freiluft-Musikfestival mit freiem Eintritt, das an einem Wochenende im Juni stattfindet. Mit diversen Reportagen, Interviews sowie ähnlichem widmete die Sendung dem Fest eine eigene Rubrik.

### Sport, Sport, Sport
Bei Sport, Sport, Sport zeigen Reporter neue Trend- und Randsportarten, Kindersportvereine, Berichte über österreichische Spitzensportler, und Meldungen über österreichspezifische Meisterschaften wie die österreichische Bundesliga. Vor allem werden Reportagen über Sportarten ausgestrahlt, für die Puls 4 die Rechte für die Ausstrahlung verschiedener Spiele hat; als Beispiel wäre Skicross aufzuführen.